# Комната по соседству
«Комната по соседству» (англ. The Room Next Door, исп. La habitación de al lado) — художественный фильм режиссёра Педро Альмодовара с Тильдой Суинтон и Джулианной Мур в главных ролях, первая полнометражная англоязычная картина этого режиссёра. Премьера состоялась 2 сентября 2024 года на 81-м Венецианском кинофестивале, где картина была удостоена «Золотого льва».

## Сюжет
Центральные персонажи фильма — три женщины, живущие в одном здании в Нью-Йорке. Это мать и дочь, запутавшиеся в отношениях, а также подруга матери.
В фильме затронуты сразу несколько важнейших исторических, личностных, профессиональных и юридических аспектов бытия: антивоенная драма и тема военной журналистики переплетаются с проблематикой взаимоотношения между матерями и детьми, а тема смерти рассматривается с точки зрения морали и одновременно с позиции юридического права человека самому распоряжаться своей жизнью посредством эвтаназии, которая разрешена лишь в небольшом количестве государств (в США, где развиваются события фильма, эвтаназия легализована только в некоторых штатах, а в Нью-Йорке процедура запрещена, поэтому героиня, находясь в штате Нью-Йорк, незаконно покупает специальную таблетку). Очень важное место в сюжете отведено теме любви. Вместо депрессивного повествования о болезни и смерти режиссёр посредством ярких расцветок и ярких историй исследует отдельную Личность, глобальное Человечество и Государство. Важным элементом повествования является комплиментарное отношение к художественному фильму 1987 года «Мёртвые» и к спасительной силе юмора на примере американской немой кинокомедии 1925 года «Семь шансов».

## В ролях

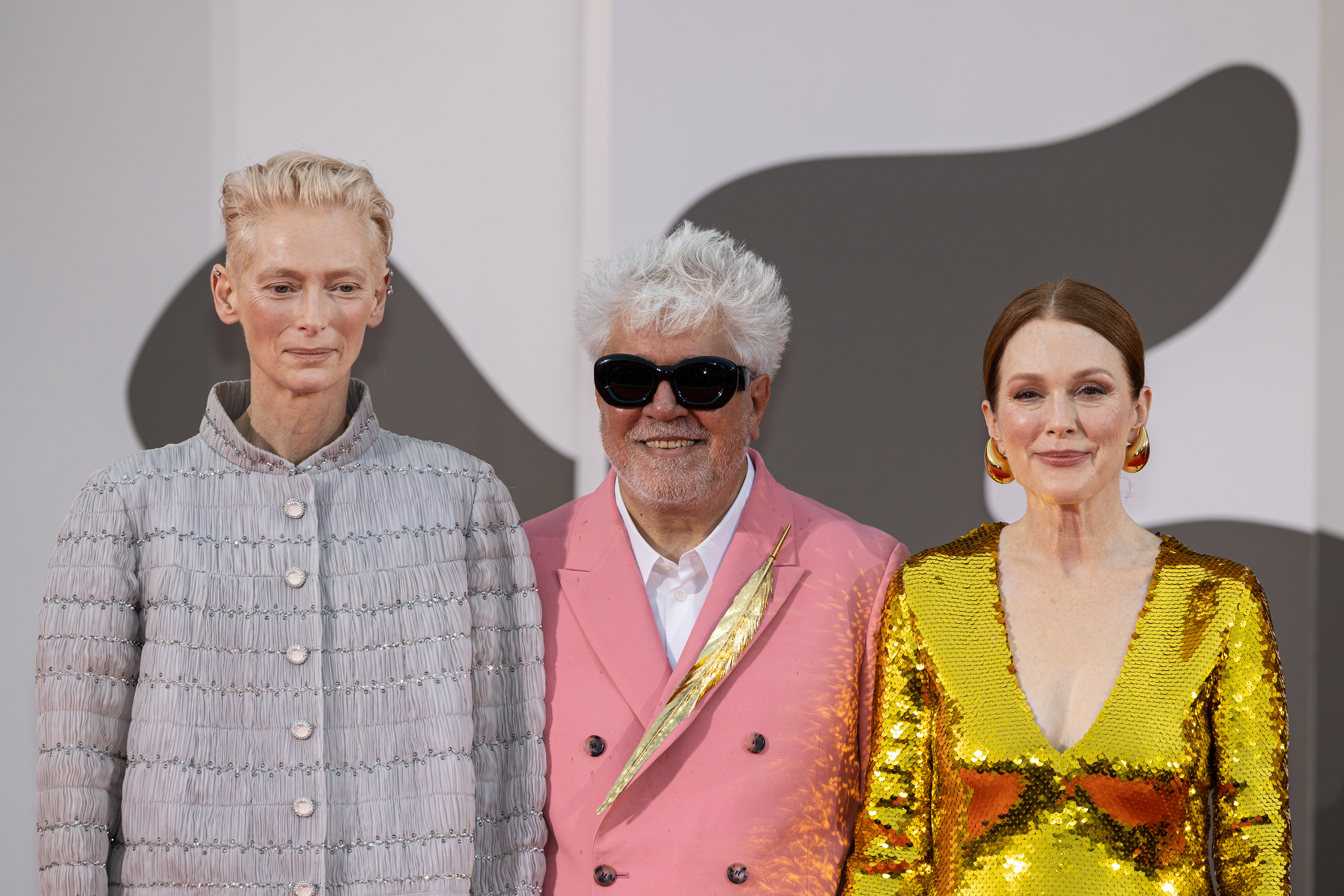
Исполнительницы главных ролей и режиссёр на Венецианском кинофестивале 2024.

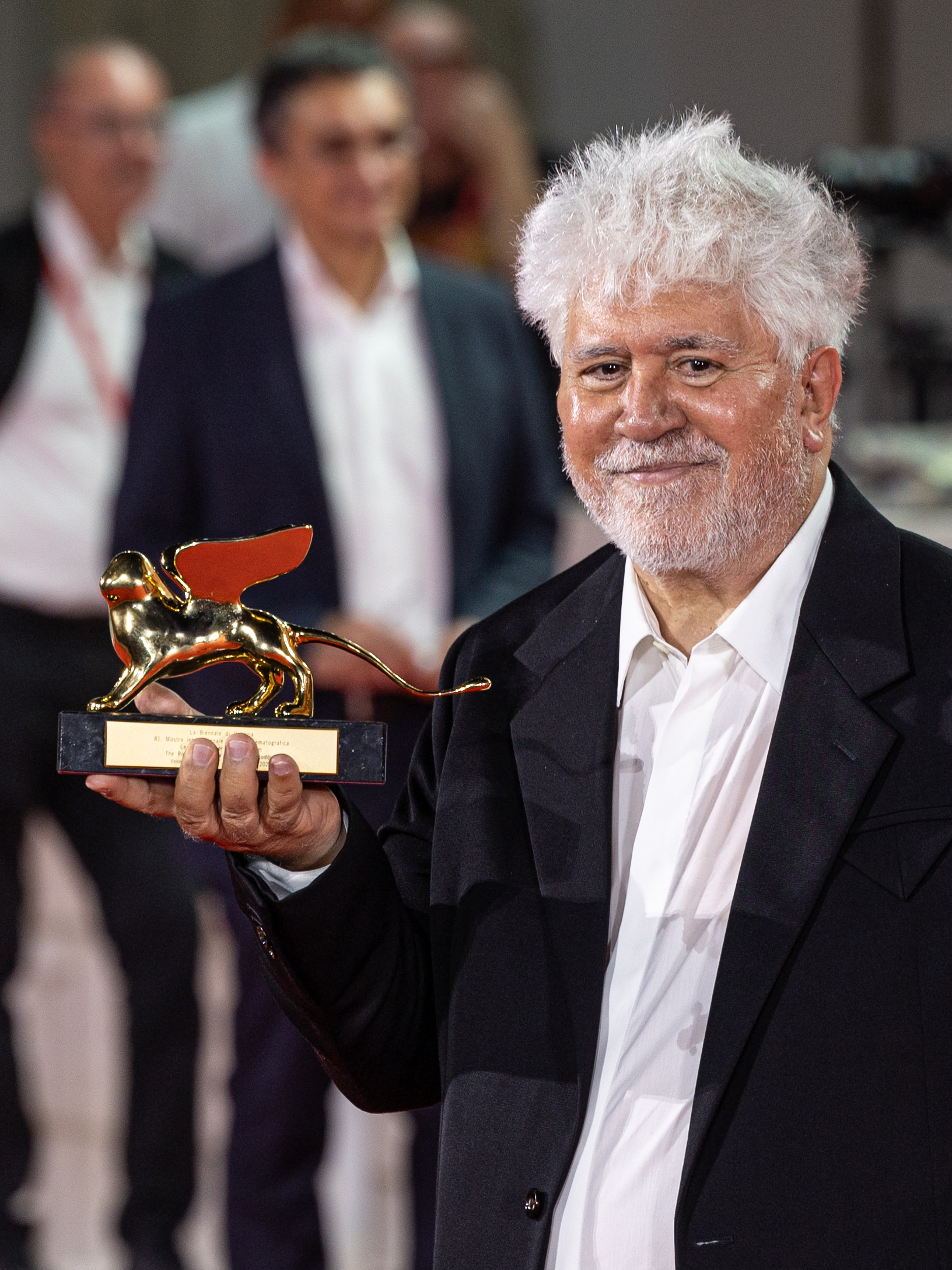
Режиссёр Педро Альмодовар с главным призом Венецианского кинофестиваля, Золотым Львом за лучший фильм

- Тильда Суинтон — Марта
- Джулианна Мур — Ингрид
- Джон Туртурро — Дэмиан Каннингем

## Производство и премьера
Съёмки фильма прошли в Нью-Йорке и Мадриде весной 2024 года. Известно, что главные женские роли сыграли Тильда Суинтон и Джулианна Мур. Кроме того, роль в картине получил Джон Туртурро. Производством занималась компания El Deseo. Премьера «Комнаты по соседству» состоялась на 81-м Венецианском кинофестивале 2 сентября 2024 года, в рамках основной программы. «Комната по соседству» была удостоена «Золотого льва».